# Tristagma tweedianum
Tristagma tweedianum är en amaryllisväxtart som först beskrevs av John Gilbert Baker, och fick sitt nu gällande namn av Hamilton Paul Traub. Tristagma tweedianum ingår i släktet Tristagma och familjen amaryllisväxter. Inga underarter finns listade i Catalogue of Life.